# 科萬奇克
49°33′29″N 34°20′53″E / 49.55806°N 34.34806°E
科萬奇克（烏克蘭語：Кованчик），是烏克蘭的村落，位於該國中部波爾塔瓦州，由波爾塔瓦區負責管轄，距離米科拉伊夫卡和馬祖里夫卡0.5公里，海拔高度147米，2001年人口215。